# Россер, Рональд Юджин
Рональд Юджин Россер (24 октября 1929 — 26 августа 2020) — солдат армии США, удостоился высочайшей американский военной награды, медали Почёта, за свои действия в ходе Корейской войны.

## Биография

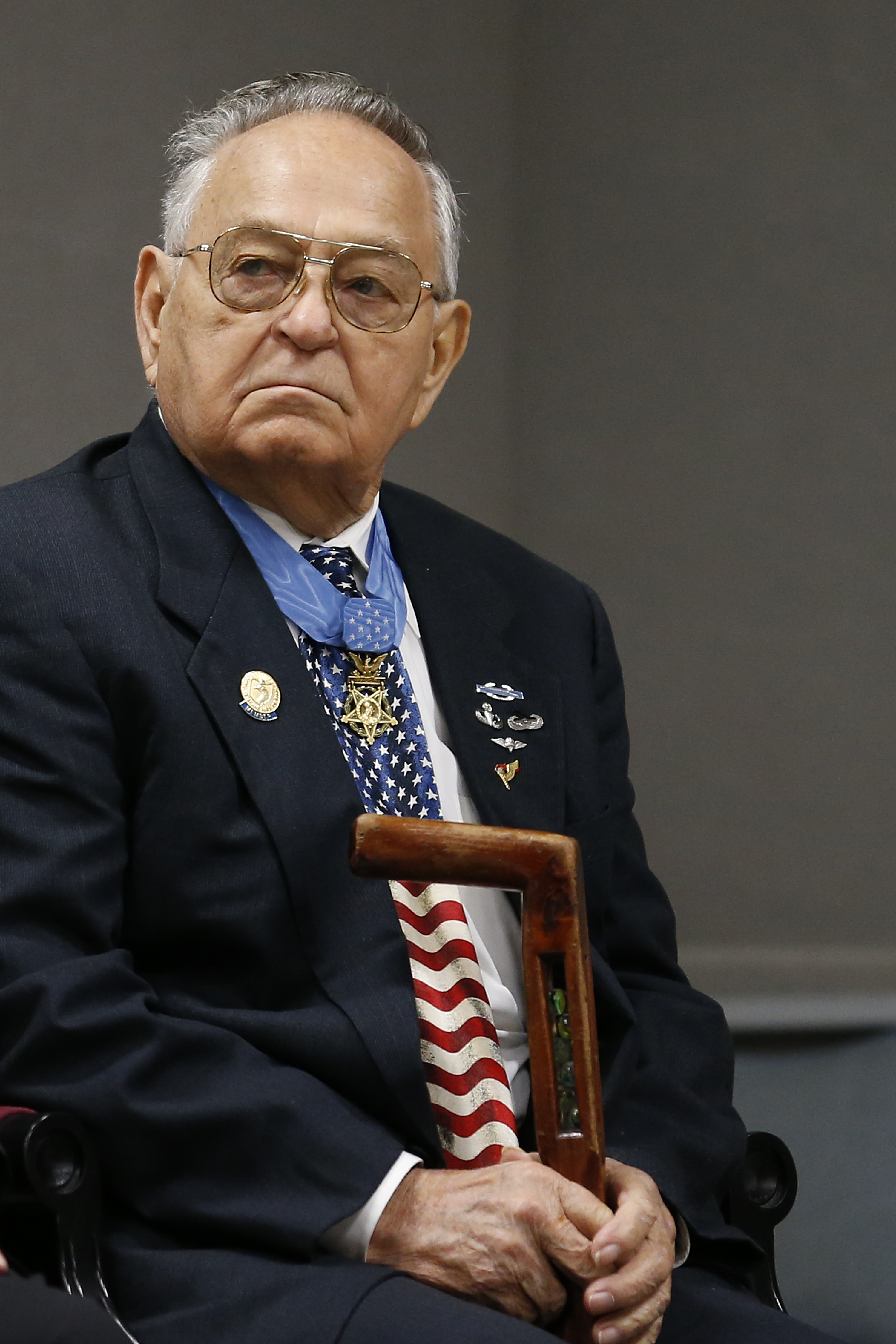
Россер в 2012 году

Родился 24 октября 1929 в г. Колумбус, штат Огайо. Старший среди семнадцати детей. В 1946 году в возрасте 17 лет вступил в армию США вскоре после Второй мировой войны на трёхлетний срок службы. После того как его брат погиб в бою в начале Корейской войны Россер, желая мести, снова в 1951 году поступил на службу в г. Круксвилл, штат Огайо. Сначала его отправили в Японию, но Россер просил послать его на фронт и его отправили в Корею в составе 38-й роты тяжёлых миномётов второй пехотной дивизии.
12 января 1952 года капрал Россер был передовым наблюдателем головного взвода роты L в ходе штурма хорошо укреплённой высоты близ Понгилли. Когда его отряд попал под плотный огонь Россер три раза выходил вперёд и в одиночку атаковал вражеские позиции, каждый раз возвращаясь к позициям чтобы пополнить боезапас. Несмотря на ранение он помогал переносить раненых солдат в безопасное место, пока отступление не стало необходимым. За эти действия Россер был награждён медалью Почёта. Также он заслужил пряжки боевого пехотинца, парашютиста, парашютиста на глидере, мастера-парашютиста, следопыта, армейского рекрутера.
В мае 1952 года Россер вернулся в США и месяц спустя 27 июня 1952 года был официально награждён медалью Почёта президентом Трумэном.
20 сентября 1966 года другой брат Россера рядовой первого класса морской пехоты Гэри Эдвард Россер погиб в бою на Вьетнамской войне. Россер просил боевого назначения во Вьетнам, но ему было отказано, вскоре после этого он оставил военную службу.
30 лет Россер проживал в Уэст-Палм-бич, штат Флорида, всё это время он проработал почтальоном. Почтовой службы США. Жил в Роузвилле, штат Огайо. Отец Памеллы Ловелл.
Служил в консультативной совете военного музея Моттс в г. Гровепорт, штат Огайо.
Скончался 26 августа 2020 года в Бумпус-Миллс, штат Теннесси. Похоронен на кладбище Айлифф (Iliff) в Маклуни, Огайо

## Награды
|  |  |                                                         |  |
|  |  |                                                         |  |
|  |  | Бронзовая звезда за службу · Бронзовая звезда за службу |  |
|  |  |                                                         |  |

| Значок боевого пехотинца                     |                                              |                                              |                                              |                                         |                                         |                                         |                                         |                                                                  |                                                                  |                                                                  |                                                                  |
| Медаль Почёта                                | Медаль Почёта                                | Медаль Почёта                                | Медаль Почёта                                | Медаль Почёта                           | Медаль Почёта                           | Пурпурное сердце                        | Пурпурное сердце                        | Пурпурное сердце                                                 | Пурпурное сердце                                                 | Пурпурное сердце                                                 | Пурпурное сердце                                                 |
| Медаль «За безупречную службу» (армия)       | Медаль «За безупречную службу» (армия)       | Медаль «За безупречную службу» (армия)       | Медаль «За безупречную службу» (армия)       | Медаль «За службу национальной обороне» | Медаль «За службу национальной обороне» | Медаль «За службу национальной обороне» | Медаль «За службу национальной обороне» | Медаль «За службу в Корее» с двумя бронзовыми звёздами за службу | Медаль «За службу в Корее» с двумя бронзовыми звёздами за службу | Медаль «За службу в Корее» с двумя бронзовыми звёздами за службу | Медаль «За службу в Корее» с двумя бронзовыми звёздами за службу |
| Order of Military Merit Taegeuk Cordon Medal | Order of Military Merit Taegeuk Cordon Medal | Order of Military Merit Taegeuk Cordon Medal | Order of Military Merit Taegeuk Cordon Medal | Медаль «За службу ООН в Корее»          | Медаль «За службу ООН в Корее»          | Медаль «За службу ООН в Корее»          | Медаль «За службу ООН в Корее»          | Медаль «За службу на Корейской войне»                            | Медаль «За службу на Корейской войне»                            | Медаль «За службу на Корейской войне»                            | Медаль «За службу на Корейской войне»                            |

|  |  |  |

| Благодарность президента Республики Корея |

### Наградная запись к медали Почёта
Капрал Россер отличился благодаря выдающейся храбрости при выполнении и перевыполнении долга службы. В ходе штурма хорошо укреплённой вражеской позиции на высоте, рота L 38-го пехотного полка была остановлена плотным огнём артиллерии, миномётов, пулемётов, лёгкого стрелкового оружия. Капрал Россер, передовой наблюдатель был с головным взводом роты L когда она попала под обстрел с двух направлений. Капрал Россер передал радио своему помощнику и не взирая на вражеский огонь атаковал вражеские позиции, вооружённый только карабином и гранатой. Достигнув первого бункера, он истребил его защитников очередью из своего оружия. Добравшись до вершины высоты, он уничтожил двух вражеских солдат и спустился обратно в траншею, убив ещё пятерых, когда продвигался. Затем он швырнул гранату в бункер и застрелил двух других солдат, когда они вышли. Исчерпав свой боезапас, он вернулся через вражеский огонь, чтобы добыть ещё патронов и гранат и снова атаковал высоту. Призывая других следовать за ним, он атаковал ещё два вражеских бункера. Несмотря на то, что сопровождавшие его выбыли из строя, капрал Россер снова исчерпал свой боезапас, добыл новых боеприпасов и вернулся на высоту в третий раз, забрасывая гранатами вражеские позиции. В ходе этих героических действий капрал Россер в одиночку перебил, по меньшей мере, 13 солдат противника. Исчерпав свой боезапас, он сопровождал отступающий взвод и, несмотря на ранение, совершил несколько переходов через открытую, всё ещё обстреливаемую врагом местность, чтобы перенести более серьёзно раненых. Выдающаяся мужественная и самоотверженная преданность этого солдата достойна для подражания всем. Он внёс большой вклад в высокие традиции военной службы.
Оригинальный текст (англ.)
Cpl. Rosser, distinguished himself by conspicuous gallantry above and beyond the call of duty. While assaulting heavily fortified enemy hill positions, Company L, 38th Infantry Regiment, was stopped by fierce automatic-weapons, small-arms, artillery, and mortar fire. Cpl. Rosser, a forward observer, was with the lead platoon of Company L when it came under fire from 2 directions. Cpl. Rosser turned his radio over to his assistant and, disregarding the enemy fire, charged the enemy positions armed with only carbine and a grenade. At the first bunker, he silenced its occupants with a burst from his weapon. Gaining the top of the hill, he killed 2 enemy soldiers, and then went down the trench, killing 5 more as he advanced. He then hurled his grenade into a bunker and shot 2 other soldiers as they emerged. Having exhausted his ammunition, he returned through the enemy fire to obtain more ammunition and grenades and charged the hill once more. Calling on others to follow him, he assaulted 2 more enemy bunkers. Although those who attempted to join him became casualties, Cpl. Rosser once again exhausted his ammunition, obtained a new supply, and returning to the hilltop a third time hurled grenades into the enemy positions. During this heroic action Cpl. Rosser single-handedly killed at least 13 of the enemy. After exhausting his ammunition he accompanied the withdrawing platoon, and though himself wounded, made several trips across open terrain still under enemy fire to help remove other men injured more seriously than himself. This outstanding soldier's courageous and selfless devotion to duty is worthy of emulation by all men. He has contributed magnificently to the high traditions of the military service— 